# Emily Howell
Pour les articles homonymes, voir Howell.
Emily Howell est un programme informatique créé par David Cope, professeur de musique à l'université de Californie à Santa Cruz. Emily Howell est une interface interactive qui « entend » des retours de ses auditeurs, et construit sa propre composition musicale depuis une base de données de sources, dérivée d'un précédent programme de composition appelé « expériences en intelligence musicale » (Experiments in Musical Intelligence (EMI) en anglais). Cope tente d'apprendre au programme en lui donnant des retours pour qu'il puisse cultiver son propre style personnel. Le logiciel semble être basé sur l'analyse sémantique latente.
Le premier album de Emily Howell sort en février 2009 par Centaur Records (CRC 3023). Nommé From Darkness, Light, cet album contient ses Opus 1, 2 et 3, compositions pour orchestre de chambre et multiples pianos. Son second album, Breathless, est sorti en décembre 2012 par Centaur Records (CRC 3255).